# Alfons Ottokar Zadrazil
Alfons Ottokar Zadrazil tschechisch Otakar Zadražil OESA (* 29. Dezember 1900 in Lundenburg; † 23. März 1945 in Prag) war ein tschechischer römisch-katholischer Geistlicher, Augustiner-Eremit und Märtyrer.

## Leben
Alfons Ottokar Zadrazil wuchs in Südmähren an der Grenze zu Niederösterreich auf. Er trat in die Abtei St. Thomas der Augustinereremiten in Brünn ein und wurde am 5. Juli 1927 zum Priester geweiht. Am 26. März 1943 wurde er in Brünn von der Protektoratsregierung wegen staatsfeindlicher Tätigkeiten und wegen Homosexualität verhaftet und zwei Jahre später im Gefängnis Pankrác hingerichtet.

## Gedenken
Die deutsche Römisch-katholische Kirche hat Alfons Ottokar Zadrazil als Märtyrer aus der Zeit des Nationalsozialismus in das deutsche Martyrologium des 20. Jahrhunderts aufgenommen.